# Gli amori di Carmen (film 1927)
Gli amori di Carmen (The Loves of Carmen) è un film del 1927, diretto da Raoul Walsh. Una delle numerose versioni cinematografiche del romanzo Carmen di Prosper Mérimée; la protagonista è interpretata da Dolores del Río, mentre Don Alvarado e Victor McLaglen sono, rispettivamente, don José e il torero Escamillo.

## Trama
Carmen, bella sigaraia che seduce tutti gli uomini che incontra, porta alla rovina il soldato José. Innamorato di lei, José ne combina di tutti i colori per seguirla sulle montagne, diventando contrabbandiere per amore. Quando la bella lo pianta per conquistare il torero Escamillo, José perde ogni controllo: all'ennesimo rifiuto di Carmen che non vuole tornare sui suoi passi, la pugnala, mentre nell'arena il torero viene acclamato dalla folla.

## Produzione
Prodotto dalla Fox Film Corporation, il film riunisce Walsh, Del Rio e McLaglen dopo il successo di Gloria del 1926.

## Distribuzione
Uscito nelle sale USA il 4 settembre 1927, il film fu distribuito dalla Fox Film Corporation.

### Date di uscita
IMDb
- USA	4 settembre 1927
- Germania	1928
- Finlandia	21 gennaio 1929

Alias
- The Loves of Carmen	USA (titolo originale)
- Die Liebe vom Zigeuner stammt	Austria / Germania
- Der Teufel im Weibe	Austria
- Gli amori di Carmen	Italia
- I kourtizana tis Sevillis	Grecia
- Los amores de Carmen	Spagna

### La critica
Herbert Cruikshank, He Envies His Actors, in Motion Picture Classic, gennaio 1929:
"Gli perdoniamo questa sua Carmen se non altro perché, nella trasposizione in termini cinematografici della vecchia storia, ha dimostrato un'indipendenza di spirito, una volontà di percorrere nuove strade, una noncuranza del passato che, nell'industria della celluloide, sono elementi tanto necessari quanto rari".